# اکبرآباد پائین
اکبرآباد پائین، روستایی است از توابع بخش مرکزی شهرستان چالوس در استان مازندران ایران.

## جمعیت
این روستا در دهستان کلارستاق شرقی قرار دارد و براساس سرشماری مرکز آمار ایران در سال ۱۳۸۵، جمعیت آن ۳۱ نفر (۹خانوار) بوده‌است. مردم اکبرآباد پائین از قومیت طبری هستند. مردم اکبرآباد پائین به زبان طبری با گویش چالوسی سخن می‌گویند.